# Paul Mocanu (actor)
Paul Mocanu (n. 7 februarie 1924, Viișoara, județul Teleorman – d. 19 iunie 2011, Sibiu) a fost un actor român ce a avut o lungă colaborare artistică cu Teatrul Național „Radu Stanca” din Sibiu.

## Biografie
A urmat școala primară la Aiud, Liceul Militar la București, probabil îndreptându-se spre o carieră militară. Însă nu a fost așa, fiind atras de artă, a urmat Conservatorul ASTRA iar în 1947 a intrat prin concurs la Teatrul Național din București. La vârsta de 13 ani făcea vioară în București, iar profesorul dânsului de atunci, domnul Teodorescu l-a invitat la Ateneul Român la niște repetiții, iar după repetițiile respective „a apărut un domn aranjat, cu părul pieptănat, având cărarea pe mijloc și a venit la mine și mi-a zis «Felicitări! Îți urez succes!»” - spune domnul Paul. Era George Enescu.
În anul 1956 a venit la Sibiu, la tânărul teatru înființat aici, pentru a avea posibilitatea să joace în mai multe piese și pentru a juca alături de Radu Stanca. A devenit un cetățean al Sibiului și a rămas aici până la finele vieții.
În anul 1984 s-a pensionat dar activitățile sale culturale au continuat. A făcut recitaluri din poezia foștilor deținuți politici, spre exemplu Radu Gyr sau Nichifor Crainic. A ținut un recital în cimitirul din Sibiu la mormântul grupului Dabija. A realizat „Marșul Revoluției din decembrie 1989” și „Imnul Sibiului” - foarte apreciat de maestrul Petre Sbârcea.
A scris două volume: „Din culisele teatrului românesc” și „Am dat mâna cu George Enescu”; el declarând: „Am scris cele două cărți de memorii cu gândul că aceia care le vor citi vor fi interesați de marile figuri ale teatrului românesc, de întâmplările din această lume a scenei (...)”.
Printre piesele în care a jucat se numără „O scrisoare pierdută” - în rolul prefectului Tipătescu, „Vlaicu Vodă” - în rolul principal, „Viforul”, „Gaițele”.
Este recunoscut faptul că nu agrea teatrul modern, un teatrul vulgar care nu mai ține seama de opera autorului. „Nu mai pot sta în sală să văd vulgaritatea teatrului actual. Spre exemplu „Nora” lui Ibsen este o femeie pură, dar când este pe scena sibiană ea devine simbolul femeii obscene.” 

## Filmografie
- Blestemul pămîntului – Blestemul iubirii (1980)